# IrDA

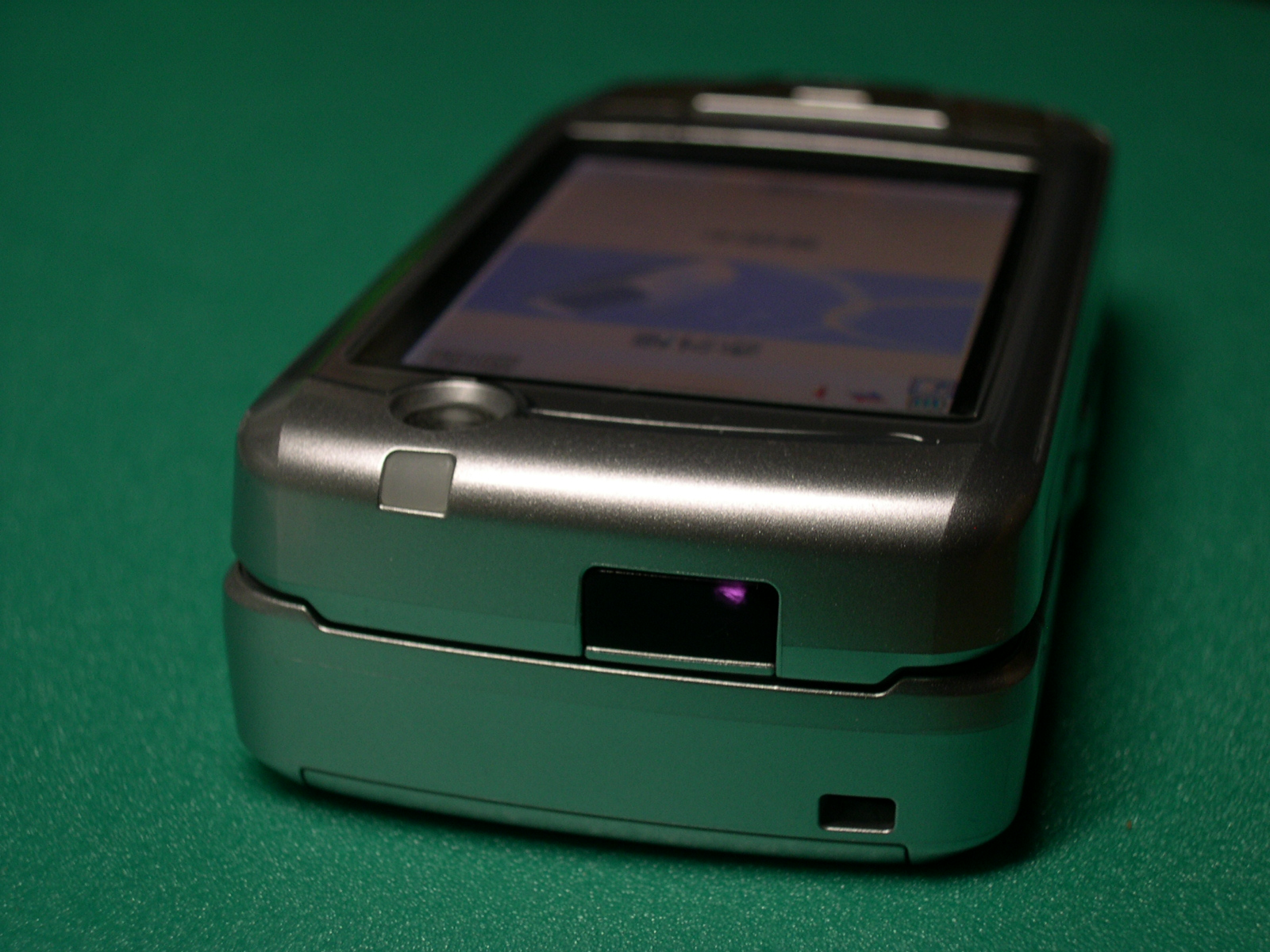
携帯電話のIrDA

IrDA（アイアールディーエイ、Infrared Data Association）は、赤外線による光無線データ通信を規格化している団体であり、またその規格そのものの名称である。特に規格に関しては、 IrDA DATA と呼ぶ。

## 概要
IrDA規格は、赤外線通信すべてを意味しているわけではなく、情報機器等の通信を定めた物である。通信に必要なインターネットやLANなどの通信規格同様に、いくつかのレイヤー（ハードウェア層・データリンク層・プロトコル層）規格に分かれており、パソコン用の物では、USBやRS-232Cポートに接続して利用する様式（ノートパソコンや携帯情報端末でも、オペレーティングシステム上からはそうなっているように認識されている）が一般的である。

## 学習リモコンへの応用
家電製品のリモコンなどで使われている赤外線通信は、各々が独自に定めた仕様によるものであり、IrDAとは関係がない。しかしIrDA通信が可能な、ある程度の送受信速度がある機器上からこれら赤外線リモコンの通信を見た場合に、一定の通信信号パターンとして観測できる。これを利用して、携帯情報端末やノートパソコンを、学習リモコンとして擬似的に機能（エミュレート）させるソフトウェアも存在する。その場合はIrDAの規格上、専用のリモコン装置に比べやや反応が劣るものの、家庭内に氾濫するリモコンを一元化させる事が可能である。
なお、携帯電話のリモコンアプリは規格上、受信した通信信号のパターンを取得できないので、学習リモコンアプリを作ることはできないとされる。

## 採用
IrDA規格が策定された当初はノートパソコンなどに一部搭載されていただけで、通信距離がおおむね30cm - 1m程度と短く、プロトコルが汎用的なものではないといった問題から、あまり普及していなかった。しかし、NTTドコモの携帯電話に標準的に採用されるようになり、auやSoftBank（旧・ボーダフォン）の携帯電話でも採用されていった。これに合わせて、IrDAを使った多様なサービスが展開され始めた。
また1990年代末に流行した携帯情報端末では、携帯に便利で電源の入り切りがすぐできる、つまり、電源を入れた瞬間に使用可能でバッテリーが1～2週間程度持ち、使い終わったらスイッチを切るだけであるこれらの機器で、まず簡単なメモを取り、その後、同機能を搭載したノートパソコン等と赤外線通信で情報を交信し、ノートパソコン上で加工するというスタイルも見られた。また一部機種では名刺交換のようにPDA同士を通信させ、お互いの住所・連絡先を住所録データとして交換する機能も実装されている（Palmなど）。
近年の携帯電話や携帯情報端末ではカメラ機能を備え、撮影した写真をノートパソコン側に送る事も可能な製品も見られる。カメラの高精細化に伴いデータサイズが大きくなり、IrDAの高速化が求められてきていたが、4Mbps版搭載が本格化すると共に、高速プロトコル IrSimple の搭載も始まり伝送速度が急速に高速化されつつある（通常の赤外線通信の実効速度は10kB/s程度で、IrSimpleの場合は400kB/s程度である。）。携帯電話から写真プリンタへの赤外線高速伝送は、特に撮影直後のちょっとした印刷で使い勝手が良く今後普及が期待される用途である。また、さらに次世代の UFIR (Ultra Fast IR) も開発がほぼ完了しており、今後一気に100Mbpsまで高速化がはかられる可能性もある。
パソコンからの利用という面では、ICカード公衆電話にIrDA赤外線ポートがあるので、出先でのネットワーク接続に利用が可能となっていたが、携帯電話の普及で公衆電話自体の利用が減り、ICカード公衆電話自体も、あまり利用者が増えなかった。さらに、これの利用を期待された携帯情報端末のほうも携帯電話に取って代わられてしまった事から、ICカード公衆電話は2006年に廃止された。

## 規格一覧
IrPHY (IrDA Physical Signaling Layer)ハードウェア規格で、送受信素子や赤外光・通信速度・通信できる距離等が定められている。1.0から1.4まであり、通信速度と通信距離がそれぞれ異なる。
| 規格名       | 通信距離 | 通信速度      |
| ------------ | -------- | ------------- |
| IrDA DATA1.0 | 1m       | 115kbps       |
| IrDA DATA1.1 | 1m       | 1Mbps / 4Mbps |
| IrDA DATA1.2 | 0.3m     | 115kbps       |
| IrDA DATA1.3 | 0.3m     | 1Mbps / 4Mbps |
| IrDA DATA1.4 | 1m       | 16Mbps        |

通信距離0.3mはローパワーオプションと呼ばれ、小型携帯機器向けに消費電力を抑えた規格である。
SIR（1994年）
- 通信速度 : 2.4k / 9.6k / 19.2k / 38.4k / 57.6k / 115.2kbps
- EIA-232(RS232C)（スタートビット (1bit) /データビット (8bit) /ストップビット (1bit)）よりフレームを構成し赤外発光に置き換え。Low（発光）、High（消灯）で発光時間は通信レートの3/16または1.63us（115.2kの3/16）
- フレーム構成 : BOF (=C0) [DATA (address/control/information (Nbyte)) FCS (CRC-16-CCITT)] EOF (=C1)
- []内のC0(=7D E0) / C1 (=7D E1) / 7D(=7D 5D) は2byteに変換

MIR（1994年）
- 通信速度 : 0.576M /1.152Mbps
- HDLC方式を赤外発光に置き換え。発光時間は通信レートの1/4
- フレーム構成 : STAx2 [DATA (address/control/information (Nbyte)) FCS (CRC-16-CCITT)] STO

FIR（1995年）
- 通信速度 : 4Mbps
- 4PPM変調方式
- フレーム構成 : PAx16 STA [DATA (address/control/information (Nbyte)) FCS (CRC-32-IEEE802.3)] STO

VFIR（1998年）
- 通信速度 : 16Mbps
- HHH変調方式
- フレーム構成 : PAx10 STA [DATA (address/control/information (Nbyte)) FCS (CRC-32-IEEE802.3)] FB STO NULL

UFIR（2006年）
- 通信速度 100Mbps
- 8B10B変調方式

Giga-IR（2009年）
- 通信速度 1Gbps

### 通信距離
SPStandard Power
LPLow Power
- SP ←→ SP : 0 - 1.0m
- SP ←→ LP : 0 - 0.3m
- LP ←→ LP : 0 - 0.2m

### 通信角度
±15 - 30度

### ソフトウェア規格
IrLAP (Infrared Link Access Protocol)ソフトウェア規格・通信確立の際に通信対象を発見する。
IrLMP (Infrared Link Management Protocol)ソフトウェア規格
IrTTP (Infrared Tiny Transport Protocol)ソフトウェア規格

## 歴史
IrDA規格は1993年、ヒューレット・パッカード・IBM・マイクロソフト・シャープを中心とするメーカー主導で策定・推進された物である。これらは1990年代を通じて、ワイヤレス接続による様々な機器の簡便な利用を目指し、ノートパソコン・デスクトップパソコン・携帯情報端末・プリンター等にパッケージ化されたハードウェアとして組み込まれた。
Bluetoothの登場以降、こちらへ乗り換える動きもあったが、Bluetooth自身の互換性の問題や、初期接続作業の繁雑さが問題になりIrDAと同じ用途をカバー仕切れないことがわかってきた。このため、Bluetoothは携帯電話のハンズフリー用途を中心として普及し、IrDAは携帯電話同士の情報交換を中心とした用途で普及するなど用途の棲み分けが進んでいる。2007年現在、携帯電話の赤外線機能が認知され、人々がお互いのメールアドレスや携帯番号の交換にIrDAを利用する姿が普通に見られる。
モジュール化されたIrDAは改良が進んでおり、小型携帯機器の近距離通信においては、一対一の通信機能を開発しやすいため、1990年代後半頃からは携帯型ゲームにも搭載されるようになった。2000年代以降は電波による通信に移行しつつあり、赤外線通信は主に電子ゲームと呼ばれる小型の機種で用いられる傾向にある。